# Vol Ethiopian Airlines 302
Le 10 mars 2019, le Boeing 737 Max 8 assurant le vol Ethiopian Airlines 302 d'Addis-Abeba à Nairobi, s'écrase six minutes après son décollage de l'aéroport de la capitale de l'Éthiopie. Les 157 occupants de l'appareil sont tués sur le coup, ce qui en fait l'accident le plus meurtrier de l'histoire d'Ethiopian Airlines ainsi que la pire catastrophe aérienne survenue en Éthiopie.
Il s'agit du second accident impliquant le Boeing 737 Max 8, entré en service en 2017 et dont trois cent cinquante exemplaires ont été livrés fin janvier 2019, le premier étant le crash du vol Lion Air 610 en octobre 2018 également survenu peu après le décollage,. La similarité de ces deux cas entraîne, dès le 13 mars 2019, la suspension de vol de tous les Boeing 737 Max.

## Avion
L’appareil accidenté est un Boeing 737 Max 8, immatriculé ET-AVJ, c / n 62450, msn 7243. Construit en octobre 2018, c'est le premier des quatre 737 Max commandés par Ethiopian Airlines, livré le 15 novembre 2018. Il totalisait 1 330 heures et 382 vols.

## Équipage
Le commandant de bord, Yared Getachew (29 ans), sorti le 23 juillet 2010 de l'école de pilotes de ligne éthiopienne, totalisait 8 122 heures de vol dont 1 417 sur B737 et 103 sur B737 Max 8. Il était devenu, en novembre 2017, le plus jeune commandant de bord de la compagnie.
Le copilote, Ahmed Nur Mohammod Nur (25 ans), était récemment diplômé de l'école de pilotes de ligne de la compagnie et avait 361 heures de vol à son actif dont 207 sur B737 et 56 sur B737 Max 8.

## Accident
Le vol 302 d'Ethiopian Airlines, un vol international  régulier entre l'aéroport d'Addis-Abeba Bole, en Éthiopie, et l'aéroport international Jomo-Kenyatta de Nairobi, au Kenya, transportait 149 passagers et 8 membres d'équipage, de 35 nationalités différentes,.
L'avion décolle le 10 mars 2019 à 5 h 38 UTC (8 h 38 locales) en piste 07 (face au nord-est), par beau temps. Il ne prend que peu d'altitude (dans les trois premières minutes, pas plus de 500 pieds (350 m) au-dessus du niveau de l'aéroport, situé à 2 334 m d'altitude, avec une instabilité de vitesse verticale), alors que la vitesse augmente au-delà de VMO (vitesse maximale autorisée) à près de 340 nœuds. 
L'équipage signale un problème de commandes de vol et reçoit l'autorisation de faire demi-tour, mais finit par perdre le contrôle de l'avion qui s'écrase sur des terres agricoles à 5 h 44 UTC (8 h 44 locales), à 62 kilomètres à l'est-sud-est d'Addis-Abeba et non loin de la ville de Bishoftu, à une vitesse de près de 610 nœuds (1 100 km/h).
La violence de l'impact a créé un cratère d'environ 27 m de large, 37 m de long, et les restes de l'appareil se sont enfoncés jusqu'à 9 m de profondeur dans le sol. Des débris étaient éparpillés partout sur le terrain.

## Bilan
L'accident fait 157 morts : 149 passagers et huit membres d'équipage. Leurs nationalités sont les suivantes :
| Nationalité,     | Tués      | Tués     | Total |
| Nationalité,     | Passagers | Équipage | Total |
| ---------------- | --------- | -------- | ----- |
| Kenya            | 32        | –        | 32    |
| Canada           | 18        | –        | 18    |
| Éthiopie         | 9         | 8        | 17    |
| France           | 8         | –        | 8     |
| Italie           | 8         | –        | 8     |
| États-Unis       | 8         | –        | 8     |
| Chine            | 7         | –        | 7     |
| Royaume-Uni      | 7         | –        | 7     |
| Égypte           | 6         | –        | 6     |
| Allemagne        | 5         | –        | 5     |
| Inde             | 4         | –        | 4     |
| Slovaquie        | 4         | –        | 4     |
| Autriche         | 3         | –        | 3     |
| Suède            | 3         | –        | 3     |
| Russie           | 3         | –        | 3     |
| Maroc            | 2         | –        | 2     |
| Israël           | 2         | –        | 2     |
| Espagne          | 2         | –        | 2     |
| Pologne          | 2         | –        | 2     |
| Belgique         | 1         | –        | 1     |
| France / Tunisie | 1         | –        | 1     |
| Indonésie        | 1         | –        | 1     |
| Somalie          | 1         | –        | 1     |
| Norvège          | 1         | –        | 1     |
| Serbie           | 1         | –        | 1     |
| Togo             | 1         | –        | 1     |
| Mozambique       | 1         | –        | 1     |
| Rwanda           | 1         | –        | 1     |
| Soudan           | 1         | –        | 1     |
| Ouganda          | 1         | –        | 1     |
| Yémen            | 1         | –        | 1     |
| Djibouti         | 1         | –        | 1     |
| Irlande          | 1         | –        | 1     |
| Népal            | 1         | –        | 1     |
| Nigéria          | 1         | –        | 1     |
| Arabie saoudite  | 1         | –        | 1     |
| Hong Kong        | 1         | –        | 1     |
| Total            | 149       | 8        | 157   |

(L'une des victimes, Graziella de Luis Ponce, interprète free-lance pour l'ONU, avait une double nationalité, mexicaine et probablement italienne, car étant basée à Rome en tant qu'employée régulière de la FAO. Elle n'est comptée dans le tableau que sous son autre nationalité, qui n'a pas été confirmée).
La diversité des nationalités des passagers de ce vol entre deux capitales africaines s'explique par le développement d'Ethiopian Airlines qui a fait ces dernières années de l'aéroport d'Addis-Abeba Bole un hub entre l'Europe, le Moyen-Orient et l'Afrique.
Plusieurs des passagers se rendaient à la conférence sur l’environnement prévue à Nairobi du 11 au 15 mars. Vingt-et-un membres de différentes agences des Nations unies ont péri dans l'accident. Le secrétaire général de l’ONU, António Guterres, a adressé ses condoléances aux familles des salariés de l’organisation, ainsi qu'à celles des contractants, principalement des interprètes indépendants recrutés habituellement par l’ONU, qui se rendaient aussi à ladite conférence.
Parmi les victimes, figurent :
- Sebastiano Tusa (né en 1952), archéologue et homme politique italien, qui se rendait à Nairobi pour participer à un projet de l'Unesco.
- L'universitaire et écrivain nigéro-canadien Pius Adesanmi (en) (né en 1972), qui enseignait l'anglais à l'université Carleton à Ottawa[20],[21],[22] qui se rendait à une conférence de l'Union africaine[23].

- Karim Saafi, un Franco-Tunisien de 38 ans originaire de Marly-le-Roi en banlieue parisienne (ami d'enfance de l'humoriste français Yassine Belattar)[24] et bruxellois depuis plusieurs années, cofondateur du Forum de la jeunesse de la diaspora africaine en Europe (Adyfe) au titre duquel il intervenait à l’ONU.

- Enfin, l'historien et homme politique slovaque Anton Hrnko (en) a perdu sa femme Blanka, son fils Martin et sa fille Michala[1],[25].

Deux personnes ont raté l’avion :
- Antonis Mavropoulos, un citoyen grec, président de l'Association internationale des déchets solides (en), qui se présenta à la porte d'embarquement avec deux minutes de retard. Il se rendait également à Nairobi pour la conférence onusienne sur l'environnement. Lorsqu'il fut interrogé par la police éthiopienne, un policier lui confirma qu'il était le seul passager réservé sur le vol à ne pas avoir pris l'avion ;
- Ahmed Khalid, un citoyen émirati, en correspondance, qui dut prendre un autre vol pour Nairobi en raison d'un retard sur un des précédents vols qu'il avait emprunté.

## Réactions
Le Premier ministre éthiopien Abiy Ahmed a présenté ses plus sincères condoléances aux familles des victimes. La nouvelle de l'accident a été communiquée quelques minutes seulement après le crash.
Le PDG d’Ethiopian Airlines, Tewolde Gebremariam, s’est rendu sur les lieux de l’accident, déplorant l’absence de survivants. Il déclara durant la conférence de presse à Addis Abeba que « le pilote a mentionné qu'il avait des difficultés et qu'il voulait rentrer » et « il a eu l'autorisation » de faire demi-tour et de repartir vers Addis Abeba.
Boeing a également publié une déclaration de condoléances, étant « profondément attristée d'apprendre la disparition des passagers et de l'équipage du vol Ethiopian Airlines 302 ».

## Suspension de vol des Boeing 737 Max

En, pays ayant prononcé une suspension de vol, en, pays où des compagnies aériennes ont choisi de suspendre les vols.

En raison des similitudes avec l'accident du vol Lion Air 610 du 29 octobre 2018, également survenu sur un Boeing 737 Max et peu après le décollage, plusieurs nations ou compagnies aériennes décident la suspension de tout vol commercial des Boeing 737 Max sous leur autorité, dont la Chine le 11 mars et l'Agence européenne de la sécurité aérienne le 12 mars 2019.
Après avoir demandé au constructeur de modifier d'ici le mois d'avril le système de commandes de vol MCAS, et initialement réaffirmé la sécurité de l'avion, la FAA prononce à son tour le 13 mars 2019 la suspension des vols,. Cette décision serait motivée par les données ADS-B reçues par satellite ainsi qu'à la découverte d'une pièce parmi les débris indiquant que l'avion était configuré pour piquer.

## Polémiques
Jusqu'au crash du Lion Air, Boeing et la FAA avaient affirmé que le 737 Max ne présentait aucune différence de qualités de vol avec les précédentes versions, permettant aux compagnies aériennes d'éviter d'avoir à faire repasser aux pilotes de 737 une coûteuse qualification de type. Aucune mention du MCAS n'était faite dans la documentation destinée aux pilotes.
Depuis 2009, la FAA a délégué à Boeing (puis à plus de 80 autres sociétés) la responsabilité de certifier eux-mêmes la conformité de leurs produits aux normes de sécurité, ce qui selon un ancien responsable de la FAA, Michael J. Dreikorn, revient à « confier au renard le soin de garder le poulailler ». Selon le représentant démocrate Peter A. DeFazio, la FAA doit s'attendre à une commission d'enquête du Congrès sur le processus de certification de l'avion.
Le 19 mars 2019, le département des Transports des États-Unis lance un audit du processus qui a conduit à prononcer en mars 2017 la certification du Boeing 737 Max 8, pour s'assurer que les procédures nécessaires à la Federal Aviation Administration pour assurer la sécurité sont suffisantes.

## Enquêtes

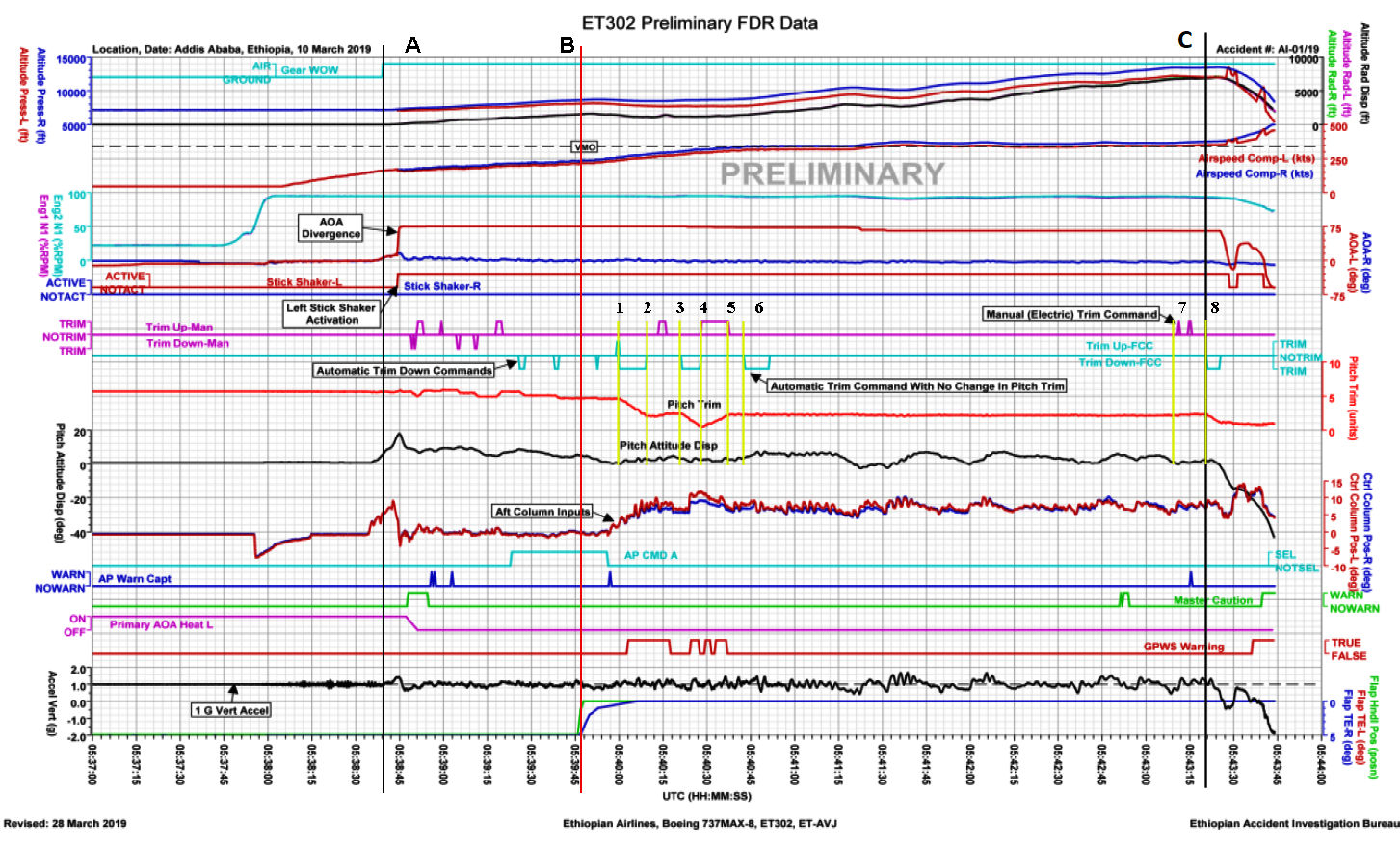
Graphique représentant les données issues de l'enregistreur de paramètres (FDR) du vol 302.

Le Bureau de prévention et d’enquêtes sur les accidents dans l'aviation civile éthiopien (EAIB) est chargé d’enquêter sur l'accident, en association avec le Conseil national de la sécurité des transports (NTSB) des États-Unis, en raison de la nationalité du constructeur, Boeing.
Le lendemain de l'accident, les deux enregistreurs de vol (CVR et FDR) sont récupérés. L'Éthiopie ne disposant pas des moyens de dépouillement adéquats, les deux enregistreurs de vol (FDR et CVR) sont envoyées en France. Elles arrivent le 14 mars au Bureau enquêtes et analyses (BEA) qui extrait avec succès les données avec la participation du Bureau d’enquêtes éthiopien sur les accidents et du NTSB,.
Les similitudes avec l'écrasement du vol Lion Air 610 font peser un doute sur le système informatique de stabilisation introduit sur les 737 Max, le MCAS (Maneuvering Characteristics Augmentation System), censé éviter le décrochage mais qui, lorsqu'une sonde d'incidence donne une information erronée, peut agir à tort sur le stabilisateur horizontal et faire piquer l'avion. De fait, le vérin qui commande ce stabilisateur aurait été retrouvé en position à piquer. Le 17 mars, après analyse des boites noires, la ministre éthiopienne des Transports confirme les similitudes entre les deux accidents.
D'après le rapport préliminaire du Bureau d’enquêtes accidents éthiopien, publié le 4 avril, il y a effectivement eu les mêmes symptômes que lors du précédent crash : valeurs aberrantes de la sonde d'incidence pilote après le décollage, déclenchant le vibreur de manche et une alarme sur les indications de vitesse, puis à la rentrée des volets, le déclenchement du MCAS à piquer. Par deux fois, le MCAS s'active et oriente le stabilisateur à piquer quasiment en butée (0.4/5 unités). À la suite de cet événement, les pilotes ont réajusté la position du stabilisateur avec la commande de trim électrique sur le manche, puis ont bien désactivé le MCAS en coupant les interrupteurs de trim, conformément à la procédure qui avait été rappelée par Boeing et dont les pilotes avaient bien été informés. Lors du vol, cette coupure de trim permet d'éviter une nouvelle intervention du MCAS. Les pilotes tentent alors de contrôler le stabilisateur en manuel (roue du trim) ; cependant, la vitesse de l'avion (340 nœuds, 630 km/h) rend probablement impossible cette manœuvre en raison de la pression trop importante exercée sur le stabilisateur avec cette vélocité. Environ 3 minutes après sa coupure, le trim électrique est finalement réactivé dans des conditions inconnues, et le MCAS se réactive alors, faisant piquer l'avion à nouveau et conduisant à une situation incontrôlable pour l'équipage.

## Rapport final
Le 23 décembre 2022, l'Autorité de l'aviation civile éthiopienne (ECAA) a publié le rapport final sur l'accident du vol 302, qui déclare que les entrées répétitives et incontrôlées d'action à piquer de l'avion provenant du MCAS, en raison de l'entrée d'une valeur erronée de l'AOA et de son système d'activation impossible à corriger, qui a fait plonger l'avion vers le sol à une vitesse de 33 000 pied/min (170 m/s, 612 km/h), étaient les causes principales de l'accident.

Le 27 décembre 2022, le NTSB a publié ses propres commentaires sur l'accident séparément du rapport final, affirmant que les autorités éthiopiennes ne les avaient pas inclus, ni annexés à leur rapport. Les commentaires du NTSB indiquent :

« Dans l'ensemble, l'équipe américaine est d'accord avec l'enquête menée par l'EAIB sur le MCAS et les systèmes associés, ainsi que sur les différends rôles qu'ils ont joués dans l'accident. Cependant, de nombreux problèmes liés aux performances opérationnelles et humaines présents dans cet accident n'ont pas été entièrement développés dans le cadre de l'enquête de l'EAIB. Ces problèmes incluent les performances de l'équipage, la gestion des ressources de l'équipage (CRM), la répartition des tâches et l'interface homme-machine. Il est important que le rapport final de l'EAIB fournisse une discussion approfondie à propos de ces questions pertinentes, afin que toutes les leçons possibles en matière de sécurité puissent être tirées. »

Le NTSB a également précisé qu'une gestion appropriée de la situation par l'équipage, selon les procédures standards qui existaient à l'époque, aurait permis à l'équipage de récupérer l'avion, même face à des actions à piquer intempestives.

Le Bureau d'enquêtes et d'analyses pour la sécurité de l'aviation civile (BEA) a également émis d'autres commentaires concernant le rapport final, indiquant qu'il est en désaccord avec certains aspects des conclusions du rapport éthiopien, notamment concernant les performances de l'équipage. L'introduction des commentaires du BEA se lit notamment comme suit :

« Le BEA est globalement d’accord avec l’analyse des performances de l’équipage pour les dernières phases de l’accident. Cependant, le BEA considère que certains aspects de l’analyse des performances de l’équipage dans les premières phases du vol sont insuffisamment développés et pourraient améliorer la compréhension de ce qui aurait pu être fait par l’équipage et qui aurait pu modifier l’issue du vol. »

Le rapport du BEA continue en documentant les différentes erreurs des pilotes :
- Lors du vol 302, l'équipage n'a pas effectué un usage approprié des procédures applicables associées à l'activation intempestive du MCAS, sur lesquelles il avait reçu une formation au cours des mois précédents l'accident.

- Les tentatives du commandant de bord pour engager le pilote automatique étaient en contradiction avec la liste de contrôle des manœuvres d'approche ou de sortie de décrochage, qui devait être appliquée en réaction à l'activation du vibreur de manche.

- La dégradation de la CRM, qui a commencé immédiatement après la panne de la sonde d'incidence gauche, n'a pas aidé l'équipage à prendre les mesures nécessaires pour garder l'avion sous contrôle, bien qu'il ait reçu une formation périodique adéquate avant l'accident.

## Médias
L'accident a fait l'objet d'un épisode dans la série télévisée Air Crash nommé « Directives fatales » (saison 24 - épisode 10).